# Fritz Perls
Friedrich Salomon Perls (Berlín, 8 de julio de 1893 - Chicago, 14 de marzo de 1970), conocido como Fritz Perls, médico, neuropsiquiatra y psicoanalista, fue el creador, junto con su esposa, Laura Posner, de la Terapia Gestalt. Debido a su origen judío y a su vinculación con la Liga Antifascista abandonó Alemania con la llegada del nazismo.

## Datos biográficos
Tras huir de la Alemania nazi en 1933, poco después de la llegada de Hitler al poder, los Perls se establecieron en Johannesburgo, Sudáfrica, y desarrollaron una forma de terapia que definían como "psicoanálisis revisado" y que, más adelante, con su traslado a los EE. UU., definirían como Terapia Gestalt. En 1952, abrieron el primer Instituto Gestalt en su piso de Nueva York.
Hacia finales del decenio de 1950 y comienzos del decenio de 1960, Fritz Perls se trasladó a California para enseñar la Terapia Gestalt como forma de vida más que como un modelo de terapia, dejando el Instituto de Nueva York bajo la dirección de Laura Perls. En 1964 procedió a asociarse al Instituto Esalen de California.

## La Gestalt
Fritz Perls dio un nuevo rumbo a la psicología humana en la terapia Gestalt (lo que significa totalidad en un sentido simplista). Pensaba que la vida era una gran Gestalt, que ésta es algo que pertenece y se encuentra en la naturaleza, que siempre se encuentra en movimiento, y que el organismo tiene la capacidad de autorregularse obedeciendo a una Gestalt. Un proceso completo de una Gestalt se inicia con una necesidad, sigue con la toma de conciencia de ella (awareness), prosigue con una excitación, luego con el reposo, y finalmente con el surgimiento de una nueva necesidad.
El proceso se inicia con un desajuste interno en el organismo, para reconocer que es necesario ir hacia adentro, procesarlo, e identificarlo. Al reconocer se presenta una excitación que se procesa en emociones. Al incrementarse la necesidad, el organismo se mueve buscando cubrir la necesidad, después del contacto viene el reposo, y se da la pauta para una nueva Gestalt. En las etapas se pueden presentar bloqueos, superarlos es la finalidad de la terapia Gestalt.
Según la Gestalt, el ser humano ha vivido cumpliendo las expectativas, deseos y mandatos de otros, haciendo así una Gestalt incompleta. La neurosis sería un síntoma de maduración incompleta, provocada por huecos en la vida y la experiencia; la persona sana se apartaría más de sus conceptos y prejuicios, y confiaría más en los sentidos que integran su experiencia, la cual se da siempre en el aquí y el ahora.
Todas las religiones le parecían "crudezas inventadas por los hombres" y creía que estos debían tomar la responsabilidad de su existencia por su propia cuenta. La cualidad más importante de la Gestalt es su dinámica, la necesidad intrínseca e imperiosa que la Gestalt tiene de cerrarse y completarse, algo inherente a la naturaleza.
El individuo es el organismo como su medio, darse cuenta transcurre en la más íntima privacidad. Para Fritz el ser humano es una Gestalt en sí mismo y al mismo tiempo parte de una Gestalt. Creía que el ser humano vivía para lo que era correcto, sin importarle si realmente quería, decía que el ser humano se ha tornado fóbico al dolor y el sufrimiento, evitando lo que no es divertido y agradable, escapando de la frustración. El resultado de este proceder es la falta de crecimiento. Enfrentar la frustración y el dolor lleva a un sufrimiento realista, acompañado de un crecimiento.
Perls se centró en el aquí y el ahora. En el cómo sobre el porqué:

Cita: El hombre se trasciende a sí mismo únicamente por la vía de su verdadera naturaleza, jamás por medio de la ambición ni metas artificiales. El darse cuenta de y la responsabilidad por el campo total por el sí mismo y por el otro le dan significado y configuración a la vida del hombre.
referencia:

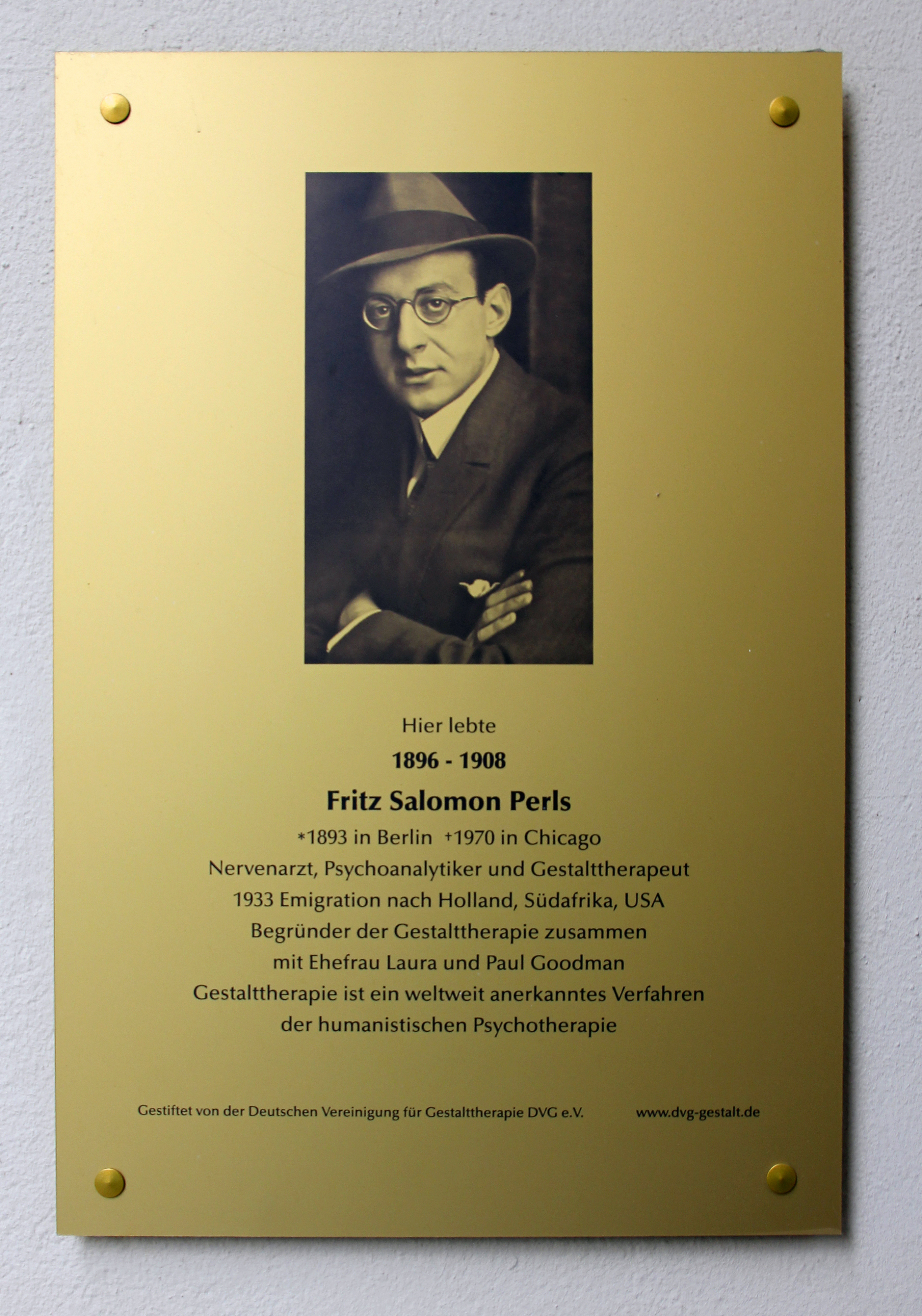
Placa en memoria de Fritz Salomon Perls, en Ansbacher Straße 13, en Berlin-Schöneberg, Alemania.

Los sueños para Fritz son "cartas existenciales" que abrir y aprender a leer, reconociendo su contenido como parte de la Gestalt que es la misma persona. En esta terapia se busca impulsar el proceso de crecimiento personal y el desarrollo del potencial humano. En ella, es necesario conocer lo que es el problema del control, que viene desde afuera, del ambiente, la relación con los otros, etc.; así como el control interno, el propio de cada organismo que obedece a su naturaleza.
Se resalta la importancia de la confusión como choque entre nuestra existencia biológica y nuestra existencia social, darse cuenta de la confusión es parte de la integración de la persona, propicia que la confusión se clarifique por sí sola, permitiendo que la naturaleza se haga cargo de la condición del organismo.
El mundo y cada organismo, se mantiene a sí mismo y la única ley constante es la formación de las Gestalts enteras, totalidades. Una Gestalt es una función orgánica. La Gestalt es el fenómeno vivenciado, la aparición de las necesidades es un fenómeno biológico primario.
En la naturaleza no hay Gestalts incompletas, cuando de supervivencia se trata, la situación más urgente es la que se convierte en el controlador. Todo control interfiere en el funcionamiento sano del organismo, en la Gestalt, se invita a ejercer natural y responsablemente nuestras posibilidades de manera realista, y confiando en nuestra naturaleza. La mayoría de las personas dedican su vida a tratar de actualizar un concepto de lo que deben ser, en lugar de tratar de actualizarse tal como son.
Sentirse bien es para el organismo la condición de identificación pero sentirse mal corresponde a la condición de distanciamiento, alejarse de uno mismo. El límite del ego es esa función discriminatoria de reconocer lo bueno y lo malo. El límite del ego es flexible, la persona sana se adapta a los cambios, la función del límite del ego es la discriminación, diferenciar aquello que fortalece y estructura el organismo de lo que atenta contra él, dos tipos de discriminación: Introyectada donde se incorporan las elecciones de otra persona y del organismo, cuando hay conflictos entre estas surge la agresión, la agresión tiene doble propósito, desestructurar al enemigo y desestructurar la sustancia necesaria para asimilarlo.
Para que la persona pueda integrarse a sí misma tiene que reconocer que aprender es descubrir y escuchar es comprender, madurar es reconocer las posibilidades reales y trabajar para lograrlas, en el proceso de maduración la persona se confronta con la sociedad, pero la sociedad no da libertad ni se fundamenta en razones positivas, al contrario enajena y enferma a sus integrantes, entonces la persona madura o participa en esa psicosis común y colectiva o busca sanar y tal vez también crucificarse.
Cuando la sociedad demanda personas adaptadas, demanda personas que desempeñen papeles que funcionen como partes de un todo. Una persona madura vive según sus propios referentes, es constructiva y no puede ser predecible porque no vive cumpliendo expectativas; una persona madura es lo que es en ese momento y no puede ser otra cosa, cuando una persona empieza a darse cuenta de sus propios derechos también empieza a reconocer los de los demás.
Para Fritz Perls, que se analizó el carácter con W. Reich, las emociones auténticas son el orgasmo, la risa, la agresión y el llanto. Son los indicadores de la vida, la prueba de nuestra integración e independencia. Con estas emociones podemos expresar nuestra sexualidad, pena, alegría y coraje, pero no tiene sentido expresarlas en soledad; el individuo vive por medio de máscaras tratando de cumplir solo un “deber ser”.
La Gestalt es la condición que permite vivir un contacto más claro del ser humano con la naturaleza, con su entorno y con sus semejantes. Es reconocer que la naturaleza siempre ofrece lo mejor de ella, y lo más importante es admitir que cualquier persona siempre hará lo mejor que pueda hacer.

## Pensamientos destacados de Fritz Perls
Cita: “Aprender no es más que descubrir que algo es posible. Enseñar es mostrarle a alguien que algo es posible.”
referencia:

Cita: “La conciencia es subjetiva. Nos percatamos de nosotros por medio de nuestro cuerpo y de nuestras emociones. Nos percatamos del mundo por los sentidos. No puedo percibir tu conciencia. Conozco sólo tu conducta observable y lo que estés dispuesto a compartir.”
referencia:

Cita: “La meta de la terapia es asegurarnos que el paciente llegue a conocer cuando se experimenta a sí mismo, cuando percibe su mundo y cuando hace uso de su intelecto.”
referencia:

Cita: “Esperar que el mundo te trate en forma justa porque eres una buena persona es lo mismo que esperar que un toro no te ataque porque eres vegetariano.”
referencia: